# Maglód
Maglód város Pest vármegyében, a Vecsési járásban, a budapesti agglomerációban.

## Fekvése

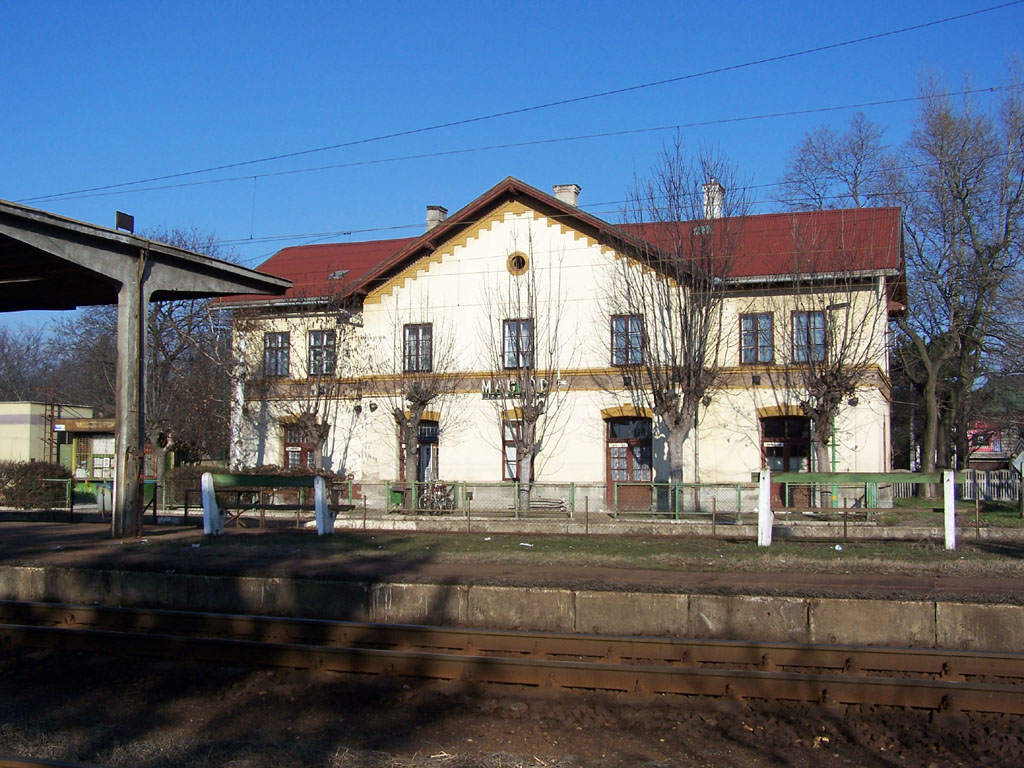
Műemlék vasútállomás

A Pesti-hordalékkúpsíkság és a Gödöllői-dombság találkozásánál terül el, 180 méteres átlagos tengerszint feletti magasságban. Északi részén, a Hármas-hegynél ered az Alsó-Tápió.
Budapest keleti szomszédságában helyezkedik el, központja a Belvárostól mintegy 28 kilométerre, a főváros XVII. kerületének határától azonban csak 3 kilométerre található keleti irányban.
További, közvetlenül határos települések: észak felől Pécel, kelet felől Mende, délkelet felől Gyömrő, dél felől Üllő, délnyugat felől pedig Ecser.
Nyugati oldalán a Barátság I., délkeleti oldalán a Barátság II. kőolaj- és a Testvériség földgázvezeték halad.

„…egy árkon Pyspuke felé halad, annak régi határjeléig és dél felé Maglód határjeléig, amely Pechul-tul választja el”

### Megközelítése
Legfontosabb közúti megközelítési útvonala a Budapestet Jászberénnyel és Füzesabony térségével összekötő 31-es főút: ez a belterületének északi szélén halad végig. Nyugati külterületeit 2008 óta átszeli (csomópont nélkül) az Ecser és Maglód közötti keskeny völgyben haladó M0-s autóút, Ecserrel és Gyömrővel a 3111-es út, Pécellel pedig a 31 102-es számú mellékút köti össze.
A hazai vasútvonalak közül a Budapest–Újszász–Szolnok-vasútvonal érinti, mely a lakott területének déli szélén húzódik végig. A vonalnak két megállási pontja van a határai között: Budapest felől előbb Maglód vasútállomás a belterület délnyugati, majd Maglódi nyaraló megállóhely a délkeleti szélén; mindkettő közúti elérését csak önkormányzati utak biztosítják, ugyanakkor mindkettő felől fél óra alatt elérhető a Keleti pályaudvar.
Gyömrővel, Ecserrel és Mendével közvetlen vasúti és autóbusz-kapcsolatban áll, illetve áthalad a községen a Budapesttől Monorig közlekedő autóbuszjáratok egyike is, mely számos helyen megáll. Pécellel és Üllővel nincs közvetlen közösségi közlekedési kapcsolata.

## Története

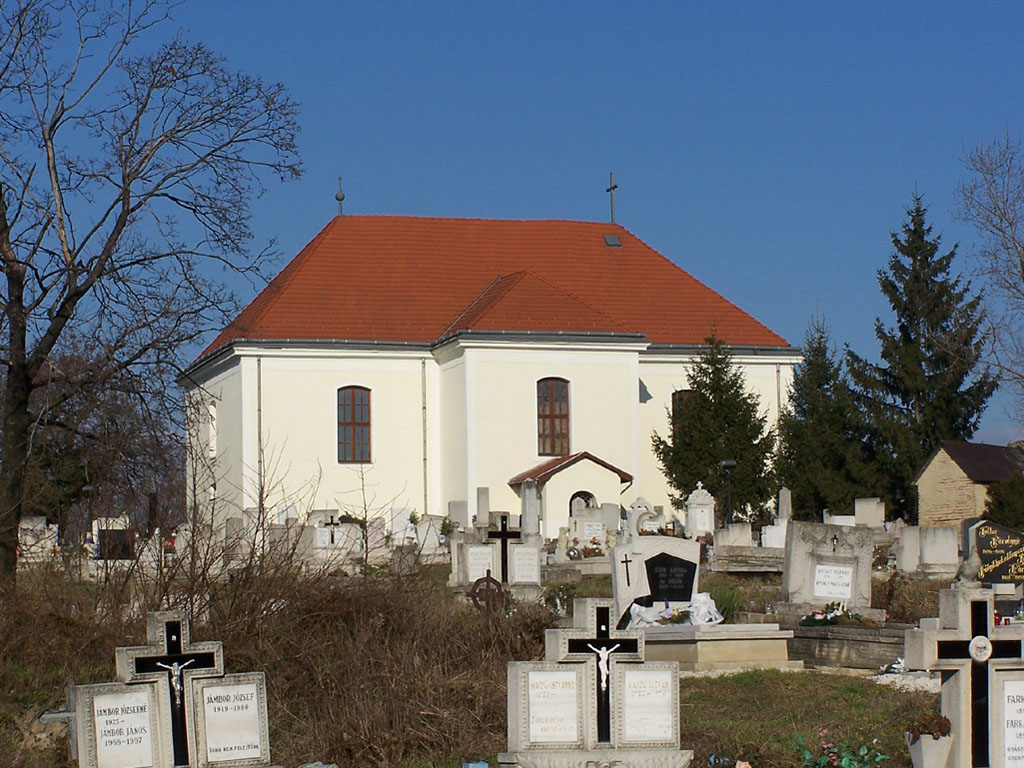
Evangélikus templom

Maglód nevét először 1200 körül Anonymus említette elbeszélésében, aki szerint a honfoglalók hetedik vezérének, Téténynek az unokái voltak Gyula és Zombor, akiktől a Maglód nemzetség származott.
A Gyulazombor nemzetség Pest vármegyei szálláshelyei ismertek, és valószínű, hogy a falu névadója a nemzetség Maglód nevű leszármazottja lehetett.
1344-ben mint királyi embert, Maglódi Domokost említ egy oklevél. A 14. században a település a Kátai és a Bodonyi családok birtoka.
A török hódoltság és a Rákóczi-szabadságharc idején elnéptelenedett; 1710 után telepítették be újra, elsősorban Nógrádból érkezett szlovák jobbágyokkal. A 18. században a Fáy és Ráday családok birtokolják.
A község legérdekesebb irodalomtörténeti eseménye, hogy itt ismerték meg egymást Petőfi Sándor szülei, Hrúz Mária és Petrovics István, amire az Ófaluban tábla emlékeztet.

### Mai élete
- A 20. század második felében a község dinamikus fejlődésnek indult, elsősorban a nyaralósi és klenovai részen épültek új házak. Ma több mint tízezren lakják, nagy részük Budapesten dolgozik. A 90-es években kiépült a víz-, telefon-, gáz- és csatornahálózat, az elmúlt években számos utcát aszfaltburkolattal láttak el.
- 2007. július 1-jén városi rangot kapott.
- A lakosság nemzetiségi összetétele: 98% magyar, 1,5% szlovák, 0,5% egyéb (cigány, német, román)[4]
- Vallási hovatartozást tekintve: katolikus 43%, evangélikus 18%, református 13%, egyéb vagy nem ismert 26%[4]
- Középfokú végzettséggel a lakosság 33%-a, felsőfokúval 7,8%-a rendelkezik (2001)[4]

## Közélete

### Polgármesterei
| Időszak   | Polgármester   | Párt                | Megjegyzés |
| --------- | -------------- | ------------------- | ---------- |
| 1990–1994 | Bezzegh István | független           |            |
| 1994–1998 | Bezzegh István | független           |            |
| 1998–2002 | Bezzegh István | független           |            |
| 2002–2006 | Tabányi Pál    | független           |            |
| 2006–2010 | Tabányi Pál    | független           |            |
| 2010–2014 | Tabányi Pál    | független           |            |
| 2014–2019 | Tabányi Pál    | független           |            |
| 2019–2024 | Tabányi Pál    | független           |            |
| 2024–     | Kérges László  | Maglódi Polgári Kör |            |

## Népesség
A település népességének változása:
| Lakosok száma | 11 753 | 11 892 | 12 341 | 12 635 | 12 470 | 12 412 | 12 431 |
|               | 2013   | 2014   | 2018   | 2021   | 2022   | 2023   | 2024   |

A 2011-es népszámlálás során a lakosok 85,7%-a magyarnak, 0,7% cigánynak, 0,7% németnek, 0,6% románnak, 0,9% szlováknak mondta magát (14,3% nem nyilatkozott; a kettős identitások miatt a végösszeg nagyobb lehet 100%-nál). A vallási megoszlás a következő volt: római katolikus 27,4%, református 11,6%, evangélikus 7,2%, görögkatolikus 0,7%, felekezeten kívüli 18,4% (32,4% nem nyilatkozott).
2022-ben a lakosság 90,9%-a vallotta magát magyarnak, 0,8% szlováknak, 0,6% cigánynak, 0,4% németnek, 0,4% románnak, 0,1-0,1% szerbnek, lengyelnek, horvátnak, görögnek, bolgárnak és ukránnak, 3,6% egyéb, nem hazai nemzetiségűnek (9% nem nyilatkozott; a kettős identitások miatt a végösszeg nagyobb lehet 100%-nál). Vallásuk szerint 20,5% volt római katolikus, 10,8% református, 5,7% evangélikus, 1% görög katolikus, 0,1% ortodox, 1,6% egyéb keresztény, 0,8% egyéb katolikus, 17,1% felekezeten kívüli (42,2% nem válaszolt).

## Nevezetességei
- Római katolikus templom
- Evangélikus templom – késő barokk, kereszt alaprajzú, torony nélkül
- Wodianer-kastély – 1870-ben, klasszicizáló stílusban épült kúria
- A gyömrői gyilkosságok emlékparkja – Az 1945-ben kivégzett áldozatok emlékére
- Magház (előadóközpont és művelődési ház)
- Petőfi-emléktábla
- Petőfi-szobor
- Trianon-emlékmű és országzászló
- Történelmi sétány
- maglódi tájház

## Híres személyek
- Itt ismerkedtek meg Petőfi Sándor szülei, Petrovics István és Hrúz Mária.
- Itt született Szeberényi Lajos (1820–1875) költő, teológiatanár.
- Itt született Takács Lajos (1924–2015) matematikus.
- Itt született Bajusz Rezső (1925–2013) közgazdász, közlekedésügyi szakpolitikus, a MÁV vezérigazgatója (1984–1986).
- Itt járt általános iskolába Domján Edit (1932–1972) színésznő.
- Itt nevelkedett Kállai Pál (1933–2006) zsoké.
- Itt született és nevelkedett Majercsik Erzsébet (1945–2015), a Magyar Börtönügyi Társaság alapítója. Szülőháza a jelenlegi Maglódi Tájház.
- Itt nevelkedett Marton Zsolt (*1966) római katolikus pap, a Váci egyházmegye megyéspüspöke.[15]
- Itt nevelkedett Kovácsovics Fruzsina (*1988) énekes-dalszerző.
- Itt nevelkedett Háfra Noémi (*1998) magyar válogatott kézilabdázó.
- Itt nevelkedett Zalavári Noémi újságíró, szerkesztő-riporter.

## Helyi közlekedés
Maglódot MÁV-járatokkal a Keleti pályaudvarról és Sülysápról a Budapest–Újszász–Szolnok-vasútvonalon (ehhez Maglód vasútállomáson vagy Maglódi nyaraló megállóhelyen kell leszállni), Volánbusszal Kőbánya-Kispestről, Monorról és az Örs vezér térről lehet megközelíteni. Az Auchan bevásárlóközponthoz a 162-es jelzésű BKK busz jár ki, innen pedig helyi járattal vagy az ingyenes Auchan-járattal lehet bejutni a városba.

## Bevásárlóközpontok
Maglód északnyugati csücskében, az M0-s autóút (48. kijárat) és 31-es főút keresztezésének közelében 2008-ban adták át az Auchan bevásárlóközpontot. Ezután szinte rögtön Bauhaus és Decathlon áruházak nyíltak mellette. Pécelről, Gyömrőről és persze Maglódról az Auchan-busszal, a fővárosból pedig az átlagosan fél óránként közlekedő 162-es jelzésű autóbuszjárattal lehet megközelíteni. Az Auchan parkolójából déli irányba tekint szép kilátás nyílik a tájra, Ecser, Vecsés és Üllő felé. (Nyugati irányban a távolban a főváros és a Duna völgye mögött a Dunántúli-középhegységhez tartozó Budai-hegység sziluettje is kirajzolódik.)

## Maglódi iskola
Maglódon működik a Maglódi Vermesy Péter Általános Iskola és Alapfokú Művészeti Iskola, ahol a gyerekek nemcsak közismereti órákon (pl. matematika, nyelvtan) tanulnak, hanem  zenei, művészeti tantárgyakkal is foglalkoznak, mint például néptánc, festészet és hangszeres órák.

## Fesztivál
Maglód Város Önkormányzata, a Maglód testvértelepüléseiért Alapítvány, a Maglódi Polgári Kör, és a Maglód Civil Szervezetek Egyesülete 2007 óta évente megrendezik az Apáink nyomdokain Kárpát-medencei magyar találkozót. Eleinte a Maglódi Szlovák Kisebbségi Önkormányzat disznóvágásos ünnepségeként indult, határon túli vendégekkel. A fesztiválra 2016. február 12-14. között tizedik alkalommal került sor, díszvendége Tőkés László EU-parlamenti képviselő volt.

## Testvértelepülések
Maglód testvértelepülései a következők:
|           | Ország    | Település      | Kerület / Megye / Járás        |
| --------- | --------- | -------------- | ------------------------------ |
| Szlovákia | Szlovákia | Vámosladány    | Nyitrai kerület, Lévai járás   |
| Románia   | Románia   | Lövéte         | Hargita megye                  |
| Ukrajna   | Ukrajna   | Bene           | Kárpátalja, Beregszászi járás  |
| Szlovákia | Szlovákia | Gömörhosszúszó | Kassai kerület, Rozsnyói járás |